# Saint-Cibard
Saint-Cibard település Franciaországban, Gironde megyében. Lakosainak száma 193 fő (2022. január 1.). Saint-Cibard Tayac, Francs, Puisseguin, Saint-Philippe-d’Aiguille és Les Salles-de-Castillon községekkel határos.

## Népesség
A település népessége az elmúlt években az alábbi módon változott:
| Lakosok száma | 207  | 190  | 201  | 184  | 196  | 181  | 183  | 191  | 192  | 193  |
|               | 1968 | 1982 | 1990 | 2006 | 2013 | 2015 | 2017 | 2019 | 2020 | 2022 |